# Kricogonia castalia
Espèce
Kricogonia castalia est une espèce de lépidoptères de la famille des Pieridae.

## Philatélie
Ce papillon figure sur une émission de Cuba de 1997 (valeur faciale : 85 c.).